# Sphaerotheca pannosa
Sphaerotheca pannosa è una specie di funghi appartenente alla classe degli Ascomiceti, ordine Perisporiales, famiglia Erisiphaceae. È l'agente dell'oidio o mal bianco del pesco e della rosa. Sulla pagina superiore delle foglie si sviluppa una muffa biancastra; successivamente le foglie si deformano e poi si disseccano e cadono. Oltre alle foglie, il patogeno può colpire anche i giovani rametti e i frutticini in via di accrescimento. La lotta va condotta con interventi meccanici (asportazione degli organi colpiti) e trattamenti chimici con anticrittogamici.